# Władysław Staszkowski

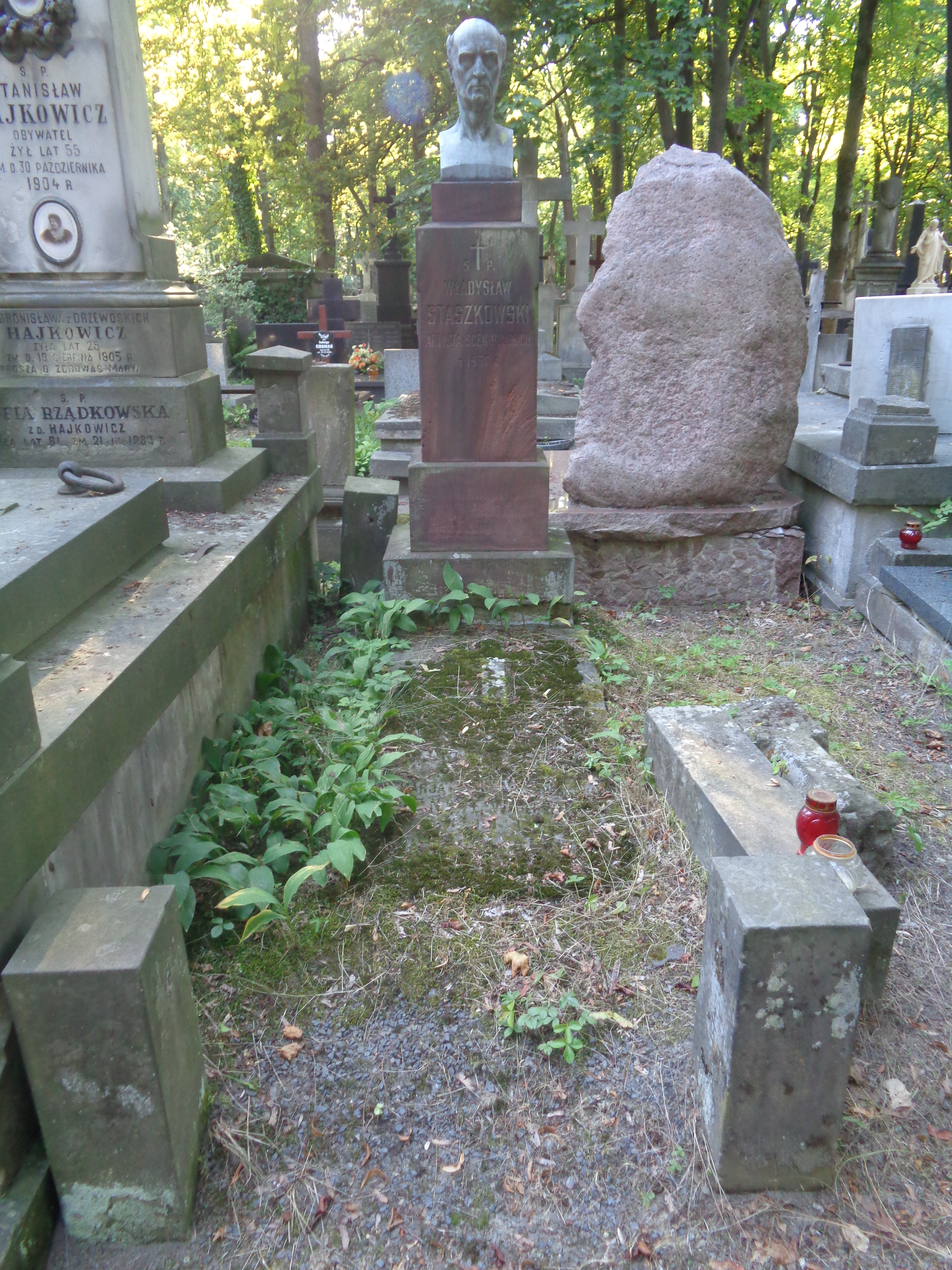
Nagrobek Władysława Staszkowskiego na cmentarzu Powązkowskim w Warszawie

Władysław Bogorya Staszkowski (ur. w 1865 w Kaliszu, zm. 20 czerwca 1936 w Warszawie) – polski aktor teatralny i filmowy, reżyser teatralny.

## Życiorys
Po ukończeniu kaliskiego gimnazjum studiował w Szkole Sztuk Pięknych w Warszawie. Aktorstwa uczył się pod kierunkiem Anastazego Trapszo. Jeszcze podczas studiów występował jako chórzysta oraz statysta w Warszawskich Teatrach Rządowych. W kolejnych latach występował w Poznaniu (1888), Warszawie (Belle Vue 1889–1891, Wodewil 1894, Cyrk 1896), Łodzi (1890–1897) oraz Piotrkowie Trybunalskim (1894–1896). W latach 1898–1900 był członkiem zespołu Adolfiny Zimajer, z którym grał m.in. w Odessie, Charkowie i Lublinie. W okresie 1910–1906 był aktorem warszawskiego Teatru Ludowego, a następnie z grupą byłych członków tego zespołu występował m.in. w Wilnie (1906). Od 1908 roku grał w Teatrze Małym w Warszawie, a od 1910 został zaangażowany do Warszawskich Teatrów Rządowych oraz Teatru Rozmaitości, gdzie grał, a następnie także reżyserował aż do 1924 roku. Równolegle wykładał retorykę na Wydziale Prawa Uniwersytetu Warszawskiego (1916–1918). Występował także w teatrach wojskowych (1920) oraz w warszawskim zespole Reduty (1921–1923). Po 1924 roku pracował w Teatrach: Narodowym oraz Nowym. Z początkiem września 1930 roku przeszedł na emeryturę, choć później grywał jeszcze sporadycznie (ostatnia rola w maju 1931 roku).
Był członkiem zasłużonym ZASP. Ok. 1890 roku ożenił się z aktorką Zofią Żabską (rozwód ok. 1910 roku).

## Filmografia
- Kobieta, która widziała śmierć (1919)
- Przez piekło (1921) - dyrektor elektrowni Pobratymski